# Krystalografia
Krystalografia (od greckich słów κρύσταλλος krystallos – „lód”, które później zaczęło oznaczać także kryształ górski i inne kryształy, oraz γράφω grapho – „piszę”) – nauka o kryształach, krystalitach oraz substancjach o strukturze częściowo uporządkowanej. Jej zakres pokrywa się częściowo z mineralogią, fizyką ciała stałego, chemią i materiałoznawstwem.
Dziedzina ta obejmuje między innymi:
- Geometrię kryształów: morfologia i symetria kryształów
- Krystalochemię
- Fizyczno-chemiczną krystalografię: struktury rzeczywiste, krystalizacja i wzrost kryształów, dyfuzja, przejścia fazowe
- Fizykę kryształów
- Analizę strukturalną: rentgenografia strukturalna, neutronografia
- Krystalografię mezoskopową: domeny, bliźniaki
- Biokrystalografię: rozwiązywanie struktur białek, techniki hodowli kryształów makrocząsteczek
- Krystalografię techniczną: oznaczanie zawartości próbki metodami dyfraktometrii proszkowej, metody otrzymywania kryształów syntetycznych
- Badania uporządkowanych systemów niekrystalicznych: pseudosymetryczne kryształy (kwazikryształy, struktury modulowane), ciekłe kryształy, badanie powierzchni zewnętrznych i granicznych, bliskie uporządkowanie w szkłach

## Historia
- 1669: Niels Stensen formułuje prawo stałości kątów
- 1801: René-Just Haüy odkrywa prawo symetrii kryształów
- 1848: Ludwik Pasteur – ogłoszenie wyników badań nad optycznie czynnymi izomerami kwasu winowego
- 1890/91: Arthur Moritz Schönflies i Jewgraf Fiodorow wyprowadzają 230 krystalograficzne grupy przestrzenne
- 1912: Max von Laue przeprowadza pierwsze doświadczenie ugięcia promieniowania rentgenowskiego na krysztale
- 1913: William Henry Bragg i jego syn William Lawrence Bragg rozwiązują struktury kilku minerałów (Nagroda Nobla 1915)
- 1934: Arthur Lindo Patterson wyprowadza nazwaną od jego nazwiska funkcję Pattersona, która umożliwia rozwiązanie problemu fazowego dla struktur zawierających atom ciężkiego pierwiastka
- 1949: Dorothy Crowfoot Hodgkin rozwiązuje strukturę penicyliny i w 1961 strukturę witaminy B12 (Nagroda Nobla 1964)
- 1951: Linus Pauling na podstawie obserwacji krystalograficznych i właściwości wiązań chemicznych postuluje motywy alfa-helisy i beta-kartki, jako głównych motywów w białkach (Nagroda Nobla 1954)
- 1953: James Watson i Francis Crick, wykorzystując wyniki pracy Rosalind Franklin, która sporządziła dokładny rentegenogram sodowej soli DNA, wyjaśniają strukturę DNA (Nagroda Nobla 1962)
- 1956: Herbert A. Hauptman i Jerome Karle wyprowadzają wzór tangensowy używany do rozwiązania struktur kryształów niecentrosymetrycznych (Nagroda Nobla 1985)
- 1958: John Kendrew rozwiązuje strukturę mioglobiny – pierwsze białko rozwiązane metodami krystalografii
- 1959: Max Perutz rozwiązuje za pomocą krystalografii strukturę hemoglobiny (Nagroda Nobla 1962)
- 1984: Dan Shechtman ze współpracownikami odkrywa w kwazikryształach szybko wychłodzonego stopu glinu i manganu pięciokrotną oś symetrii (Nagroda Nobla 2011)